# Cordulegaster orientalis
Cordulegaster orientalis är en trollsländeart som beskrevs av Van Pelt 1994. Cordulegaster orientalis ingår i släktet Cordulegaster och familjen kungstrollsländor. Inga underarter finns listade i Catalogue of Life.